# Société allemande de psychologie de la musique
 (septembre 2018).
 (septembre 2018).
La Société allemande de psychologie de la musique (en allemand : Deutsche Gesellschaft für Musikpsychologie) est une société savante allemande de psychologie de la musique.

## Historique
La société est fondée en 1983 par Klaus-Ernst Behne, Günter Kleinen et Helga de la Motte-Haber à Hanovre.
Son objectif est de promouvoir la recherche en psychologie de la musique, de soutenir les jeunes scientifiques du champ et de favoriser les échanges scientifiques. La société est interdisciplinaire et s'intéresse aux domaines de la musicologie, la psychologie, les sciences sociales, les études culturelles, l'acoustique, la musicothérapie et l'éducation musicale. Elle est ouverte aux personnes intéressées de tous les groupes professionnels et à toutes les domaines scientifiques. Elle entretient des contacts avec des organisations apparentées en Allemagne, notamment avec la Société allemande de psychologie et la Société allemande d'acoustique et avec des sociétés savantes étrangères.
Chaque année, une conférence publique a lieu dans des lieux différents ; En outre, la société publie une revue à comité de lecture, Music Psychology.

## Liste des dirigeants
| Identité                                   | Période | Période | Durée |
| Identité                                   | Début   | Fin     | Durée |
| ------------------------------------------ | ------- | ------- | ----- |
| Helga de La Motte-Haber (en) (née en 1938) | 1983    | 1990    | 7 ans |
| Klaus-Ernst Behne (en) (1940 - 2013)       | 1991    | 1997    | 6 ans |
| Heiner Gembris (en) (né en 1954)           | 1998    | 2001    | 3 ans |
| Reinhard Kopiez (d) (né en 1959)           | 2002    | 2005    | 3 ans |
| Andreas C. Lehmann (d) (né en 1964)        | 2006    | 2013    | 7 ans |
| Michael Oehler (d)                         | 2014    | 2021    | 7 ans |
| Clemens Wöllner (d) (né en 1978)           | 2022    |         |       |